# François-Timoléon de Choisy
François-Timoléon de Choisy (Parijs, 16 augustus 1644 – aldaar, 2 oktober 1724) was een Franse abbé en schrijver.

## Biografie
Choisy was de kleinzoon van een ontvanger van Financiën uit Caen en afkomstig uit Balleroy in Normandië, zoon van een raadsheer en intendant van de Languedoc, kanselier van Gaston d'Orléans en van een vertrouwelinge van Maria van Gonzaga, koningin van Polen. Zijn moeder kleedde hem als meisje tot zijn 18 jaar, om tegemoet de komen aan de grillen van Monsieur, broer van Lodewijk XIV. Hij stelt zich onder de bescherming van Emmanuel-Théodosius de La Tour d'Auvergne, kardinaal de Bouillon, met wie hij bevriend wordt en aan wiens eerherstel hij in zijn latere Mémoires een lang hoofdstuk wijdt.
Na een korte periode als man gekleed te gaan, installeert hij zich, met goedkeuren van de pastoor, de bisschop (die komt kijken), de buren, als Juffrouw de Sancy in Saint-Médard. De hertog van Montausier, zijn oom, maakt hem evenwel publieke verwijten in de opera, en Juffrouw de Sancy vertrekt dan maar uit Parijs, naar Bourges, waar zij een kasteel koopt, en zich installeert als Gravin van Barres. Onder deze naam maakt zij kennis met lokale adel en notabelen, en hun dochters, die hij verleidt onder het goedkeurend oog van hun moeders, die slechts de attenties van een aardige gravin zien.
Hij houdt op met vrouw te zijn op zijn drieëntwintigste en geeft zich over aan zijn tweede hartstocht, het kansspel. Hij ruïneert zich. In armoede moet hij leven van de opbrengst van zijn kerkelijke beneficiën van Saint-Seine in Bourgondië. In 1676 vergezelt hij de kardinaal de Bouillon naar Rome en hij komt (kortstondig) tot inkeer. Hij maakt ook kennis met Daniel de Cosnac, bisschop van Valence, over wie hij het uitvoerig heeft in zijn Mémoires.
Een carrière in de kerk is voor hem niet weggelegd, als travestiet maakt hij geen kans op promotie tot bisschop. En zijn fortuin is vergokt.

In 1685 vergezelt hij de chevalier de Chaumont op zijn reis naar Siam. Hij wordt er priester gewijd, en beschrijft zijn wedervaren in zijn Journal de voyage au Siam. De  reis bereikt zijn doel niet helemaal: de koning van Siam stond niet echt te popelen om katholiek te worden. Hij stuurt wel ambassadeurs terug naar Lodewijk XIV, die met grote praal ontvangen worden. 

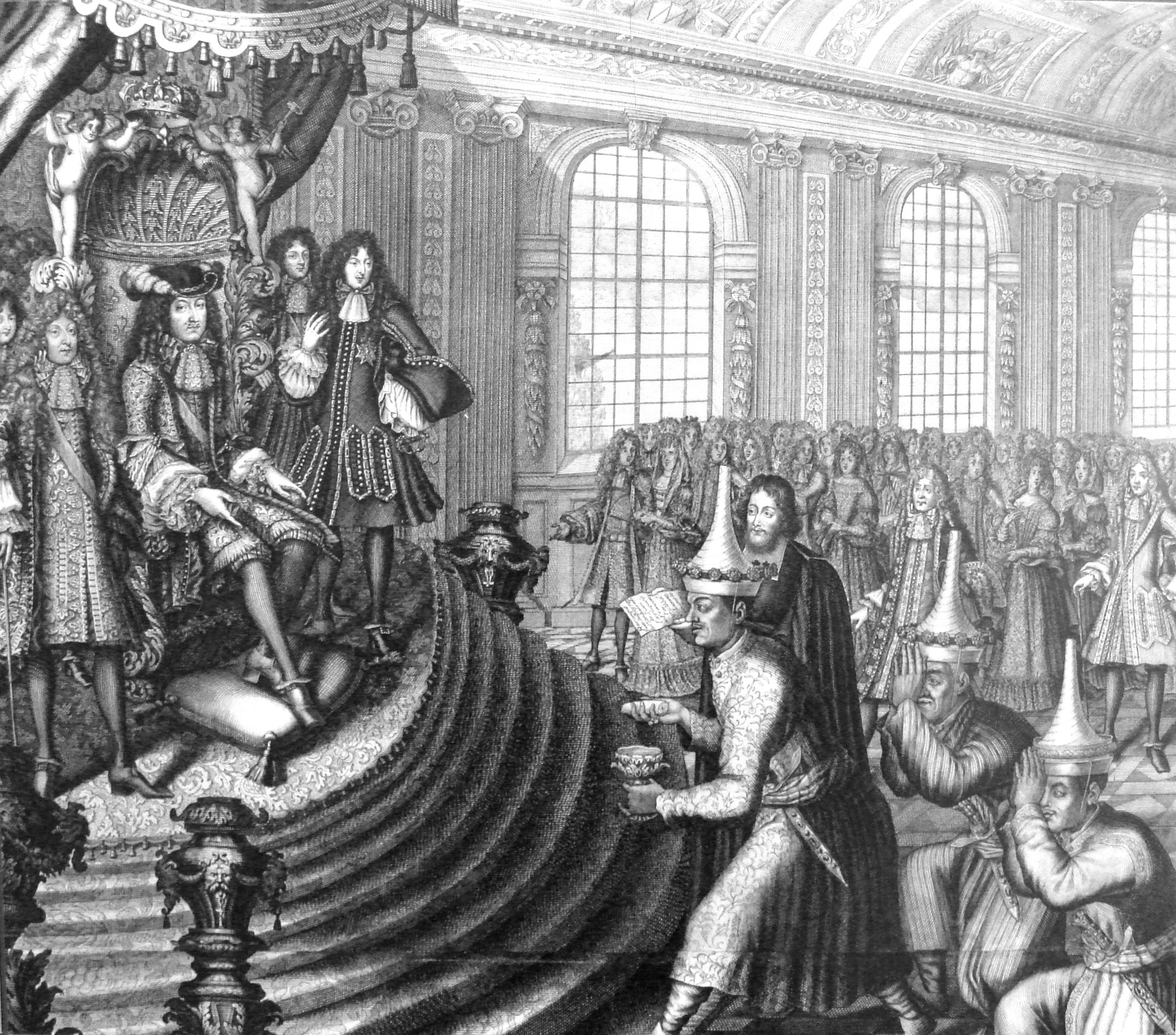
Ontvangst van de gezanten van Siam in 1686, geschilderd door Nicolas Larmessin.

Terug in Frankrijk ontvangt hij voor zijn moeite de beneficie van de Priorij van Saint-Benoît-du-Sault in 1689 en de titel van deken van de kathedraal van Bayeux in 1697. Hij wordt lid van de Académie française in 1687, schrijft samen met Charles Perrault de Opuscules sur la langue française.
Hij laat een prachtig en soms ook grappig verslag na over een aantal merkwaardige momenten uit het leven van de jonge Lodewijk XIV: Mémoires pour servir à l'histoire de Louis XIV. Hieruit vernemen we details over historische personages waaronder Cosnac, Madame, Monsieur, Nicolas Fouquet, en Jean-Baptiste Colbert, en de hele achtergrond met details van de ongenade en val van Fouquet. Hij schrijft ook een paar stichtelijke religieuze en historische werken, waaronder Histoire de l’Église in 11 delen. De gevatte abbé merkt zelf op: "Dankzij God heb ik de geschiedenis van de Kerk geschreven. Nu ga ik ze bestuderen.".
Zijn "Geschiedenis van de gravin van Barres" (Histoire de la Comtesse de Barres) is een aangenaam geschreven werkje gebaseerd op zijn avonturen en veroveringen als jonge vrouw. Het laat een vrolijke en luchtige indruk na van een tijdperk waarvan de werkelijkheid en het dagelijkse leven van de adel ons te weinig bekend is.
- Biblioteca Nacional de España: XX1362932
- Bibliothèque nationale de France: cb11896738m (data)
- Catàleg d'autoritats de noms i títols de Catalunya: 981058511801206706
- CiNii: DA02573289
- Digitale Bibliotheek voor de Nederlandse Letteren: choi001
- Gemeinsame Normdatei: 118675966
- International Standard Name Identifier: 0000 0001 0927 2270
- Library of Congress Control Number: n81018469
- Bibliotheek van het Japanse parlement: 00464542
- Nationale Bibliotheek van Tsjechië: jn20000603116
- Nationale Bibliotheek van Israël: 987007259631405171
- Nederlandse Thesaurus van Auteursnamen: 069978948
- Istituto Centrale per il Catalogo Unico: SBLV254539
- LIBRIS: 45936
- Système universitaire de documentation: 026787555
- Trove: 1270175
- Virtual International Authority File: 95171691
- WorldCat: E39PBJpv4jp4KdXKMgbx8HYVmd